# Laxmikant-Pyarelal
Laxmikant-Pyarelal ou LP ou Laxmi-Pyare étaient un duo indien de compositeurs de musique filmi de Bollywood formé de Laxmikant Shantaram Kudalkar (1937-1998) et Pyarelal Ramprasad Sharma (1940 - ). Ils ont composé la musique de plus de 500 films des années 1963 à 1998 pour la plupart des réalisateurs indiens tels Raj Kapoor, Dev Anand, Feroze Khan, B. R. Chopra, Shakti Samanta, Manmohan Desai, Yash Chopra, Subhash Ghai et Manoj Kumar. Leur chanteuse attitrée était Lata Mangeshkar qui a enregistré avec eux un grand nombre de chansons en compagnie de Mohammed Rafi.
Laxmikant est né dans une famille humble. Il apprit jeune en autodidacte la mandoline qu'il se mit à jouer en professionnel, notamment auprès des directeurs musicaux de Bollywood. À 10 ans il joua un soir avec Lata Mangeshkar qui l'invita par la suite à la Sureel Kala Kendra, une école de musique familiale où il devait rencontrer Pyarelai. Leur similarité (précocité musicale, âge, pauvreté) devait les rapprocher.
Pyarelal est né à Gorakhpur (Uttar Pradesh). Il est le fils d'un trompettiste célèbre Pandit Ramprasad Sharma qui lui apprit les rudiments de la musique. Il a appris le violon à huit ans à Goa auprès d'Anthony Gonsalves (auquel le film Amar Akbar Anthony rend hommage). Dès 12 ans, il jouait du violon dans les studios afin de soutenir sa famille. Il continua néanmoins à se former en jouant avec le Bombay Chamber Orchestra et en allant à la Paranjoti Academy, que fréquentait aussi Zubin Mehta.
C'est encore Lata Mangeshkar qui décida de les introduire auprès de directeurs musicaux tels Naushad, Sachin Dev Burman et C. Ramchandra. Du fait de leurs bas salaires, les jeunes musiciens décidèrent pourtant de se rendre à Madras, mais ils furent tout autant déçus et revinrent bien vite à Bombay où ils fréquentèrent un autre duo (Shiv-Hari) composé de Shivkumar Sharma et Hariprasad Chaurasia.
De 1953 à 1963 ils devinrent assistants de Kalyanji Anandji, réalisant des arrangements pour Sachin Dev Burman (dans Ziddi) et son fils Rahul Dev Burman (dans Chhote Nawab) qui devint un bon ami, et qui jouait de l'harmonica sur leurs compositions (dans Dosti).
Ils furent inspirés par la musique du duo Shankar-Jaikishan. Leur premier film en tant que directeurs musicaux fut Parasmani (de Babubhai Mistry, 1963). Bien que le film soit à petit budget, par amitié, Lata Mangeshkar et Mohammed Rafi, acceptèrent de chanter pour eux. C'est en 1964 qu'ils obtiennent un premier succès avec le film Dosti qui fut célèbre grâce à cette musique. Ils reçurent alors leur premier Filmfare Award (Best Music Director).
En association avec le parolier Anand Bakshi ils devaient connaitre nombre de succès, notamment grâce à leurs chansons semi-classiques ou inspirées du folklore bien qu'ils composèrent aussi de la musique indienne savante ou de la musique occidentale (disco ou rock dans Shagird ou Karz ). Laxmikant se concentrait plus particulièrement aux voix et Pyarelal à l'orchestration.
Durant 35 ans, ils composèrent plus de 700 chansons avec Lata Mangeshkar, représentant 1/10 du total impressionnant des chansons enregistrées par elle et 1/4 de celles composées par le duo. Naturellement ils devaient aussi travailler avec tous les grands chanteurs de playback indiens : Mohammed Rafi, Kishore Kumar, Mukesh, Asha Bhosle, Manna Dey, Mahendra Kapoor, Alka Yagnik, Kumar Sanu et Udit Narayan. Mais ils devaient aussi prendre des risques et lancer la carrière de jeunes artistes tels :Shailender Singh, SP Balasubramanyam, Kavita Krishnamurthy, Mohammed Aziz, Suresh Wadkar, Shabbir Kumar, Sukhvinder Singh, Vinod Rathod, Roop Kumar Rathod et Anuradha Paudwal.
Après la mort prématurée de Laxmikant en 1998, Pyarelal continua discrètement son œuvre, notamment auprès de Farah Khan en élaborant la musique d'Om Shanti Om (2007) ou en participant à des projets internationaux comme la direction musicale de l'album de Pascal of Bollywood (naive 2004) ou la composition de huit pièces pour quartet à cordes, Indian Summer  interprétés par des musiciens du London Philharmonic Orchestra.

## Discographie sélective
- Parasmani (1963)
- Dosti (1964)
- Sati Savitri (1964)
- Aaye Din Bahar Ke (1966)
- Farz (1967)
- Milan (1967)
- Shagird (1967)
- Mere Humdum Mere Dost (1968)
- Raja Aur Runk (1968)
- Do Raaste (1969)
- Jeene Ki Raah (1969)
- Aan Milo Sajna (1971)
- Humjoli (1970)
- Mehboob Ki Mehndi (1971)
- Mera Gaon Mera Desh (1971)
- Patthar ke Sanam (1971)
- Shor (1972)
- Dushman (1972)
- Bobby (1973)
- Roti (1974)
- Roti Kapada Aur Makaan (1974)
- Amar Akbar Anthony (1977)
- Anurodh (1977)
- Chacha Bhatija (1977)
- Satyam Shivam Sundaram (1978)
- Sargam (1979)
- Karz (1980)
- Ek Duuje Ke Liye (1981)
- Kranti (1981)
- Naseeb (1981)
- Prem Rog (1982)
- Hero (1983)
- Utsav (1984)
- Mr. India (1987)
- Tezaab (1988)
- Chaalbaaz (1989)
- Ram Lakhan (1989)
- Hum (1991)
- Saudagar (1991)
- Khuda Gawah (1992)
- Khalnayak (1993)
- Trimurti (1995)
- Jai Hind (1998)
- Meri Biwi Ka Jawab Nahin (2004)
- Om Shanti Om (2007)

## Récompenses
Laxmikant-Pyarelal furent tellement acclamés qu'ils furent nommés presque chaque année de leur carrière aux Filmfare Awards (Best Music Director), parfois à plusieurs reprises la même année, pour des films différents. Ils ont aussi reçu le Lata Mangeshkar Award et gagné 35 disques d'or.
Filmfare Award pour 7 films :
- 1964 : Dosti
- 1967 : Milan
- 1969 : Jeene Ki Raah
- 1977 : Amar Akbar Anthony
- 1978 : Satyam Shivam Sundaram
- 1979 : Sargam
- 1980 : Karz